# Need for Speed: Most Wanted (videojoc del 2012)
Need for Speed: Most Wanted (comunament abreujat com a NFS: MW o tan sols Most Wanted) és un videojoc de curses de món obert del 2012, desenvolupat per l'estudi de videojocs britànic Criterion Games i publicat per Electronic Arts. Va ser anunciat el 4 de juny de 2012, durant la conferència de premsa d'EA a l'E³, El Most Wanted és el dinovè títol de la llarga saga Need for Speed i va ser llançat a tot el món per a Microsoft Windows, PlayStation 3, Xbox 360, PlayStation Vita, iOS i Android, començant a l'Amèrica del Nord el 30 d'octubre de 2012, amb una versió per a Wii U el 2013. El joc es va centrar en la propietat intel·lectual de Most Wanted llançat el 2005, en oposició al reinici de Hot Pursuit que Criterion havia desenvolupat anteriorment.

## Jugabilitat

El cotxe del jugador és en persecució per cotxes de la policia durant una sessió de carreres.

Need for Speed: Most Wanted assumeix l'estil de joc del títol del 2005, el Most Wanted de la franquícia Need for Speed. Al Most Wanted permet als jugadors seleccionar un cotxe i competir contra altres corredors per arribar a una destinació. Els policies s'integren en les sessions de carreres determinades, on la policia desplega vehicles i tàctiques per aturar el cotxe del jugador i detenir el jugador, com en el Most Wanted original. El joc compta amb una llista negra de 10 corredors, similar a la secció d'un sol jugador del Most Wanted original, que va comptar amb 15 corredors de la llista negra. En aquest títol l'enfocament canvia de Rockport, la ciutat en el joc original a una nova ciutat anomenada Fairhaven.
El Most Wanted s'ha comparat amb la saga de Criterion, la saga Burnout. Com en el Burnout Paradise, les curses tenen un punt d'inici i final, però els jugadors poden triar la seva pròpia ruta cap a la línia de meta, un tret característic del Most Wanted original, però similar als "crew challenges" (o desafiaments de contrincants) de la seva continuació, Carbon. Els elements destructibles, com ara cartelleres i tanques; i zones de serveis per a automòbils, com gasolineres i garatges de reparació, del Paradise també apareixen.
El joc utilitza l'Autolog, el sistema de competició entre amics desenvolupat per Criterion per al Need for Speed: Hot Pursuit, i utilitzat des de llavors en altres títols de la saga Need for Speed. L'Autolog al Most Wanted té un paper més important i dona més informació als jugadors. Les activitats en el joc permet als jugadors guanyar "Speed Points" que poden impulsar els jugadors fins a la llista de Most Wanted. Les recomanacions de l'Autolog s'han integrat en el món del joc, en lloc formar part externament al sistema de menús.
El Most Wanted proporciona un nou sistema social anomenat Cloudcompete, que ajunta tots els Most Wanted de totes les plataformes en un inspirat exemple de compatibilitat. Un perfil s'utilitza per a totes les versions del joc, que permet al jugador a pujar de rang en un format i seguir avançant en una altra plataforma.
El model de conducció del joc ha estat descrit com a "profund, físic i divertit", no com l'estil recreatiu de la saga Burnout i Hot Pursuit, però lluny d'un simulador. El Most Wanted té una gran gamma de vehicles del món real, una barreja dels cotxes "muscle", corredors de carrer i exòtics, descrit com la "selecció dels cotxes més salvatges". Els cotxes poden ser modificats amb millores visuals i de rendiment, com ara colors de pintura, pneumàtics reinflables, suspensions, motor, òxid nitrós, i estructura que permet als jugadors a xocar a través de bloquejos de carreteres. Una característica anomenada EasyDrive permet als jugadors personalitzar els seus vehicles mentre estan jugant. Per primera vegada en la història de Need for Speed, tots els cotxes estaran disponibles des del principi, amagats en diferents llocs al llarg de Fairhaven; el jugador els haurà de descobrir per desbloquejar-los.

## Desenvolupament
"Hem buscat a través de tota la història de Need for Speed, i ens trobem amb aquest joc. Ens va encantar la premissa de ser el 'Més Buscat' entre els teus amics, que és una idea realment de gran abast. Ens va agradar molt. Aquest joc és tot sobre ser el Més Buscat entre els teus amics."  
El novembre de 2011, es va revelar que Criterion Games estava desenvolupant un altre videojoc Need for Speed, d'acord amb un anunci de treball. D'acord amb l'oferta d'ocupació, l'estudi va estar "a la recerca de talentosos artistes de cinema per treballar en el número u del món, guanyador de múltiples premis, d'aquesta franquícia de jocs recreatius." D'acord amb l'oferta, els jugadors han d'esperar "entreteniment, més pes en seqüències d'acció cinemàtiques" des del corredor, com també "intenses seqüències d'acció de cotxes, salts terribles, accidents de cotxes bojos i èpiques persecucions." A principis d'any, un altre anunci de treball va revelar que Criterion estava desenvolupant un joc amb "pilots IA creïbles i de món obert." L'11 de gener de 2012, el minorista britànic Game va revelar els plans d'EA per llançar el Medal of Honor: Warfighter i una nova entrada a la saga Need for Speed aquest mateix any, que va ser mostrat per EA durant una presentació confidencial. No obstant això, la direcció del promotor i publicació de la sèrie del 2012 no va ser revelada. El 23 de gener de 2012, el director creatiu de Criterion, Craig Sullivan, va dir al Twitter que l'estudi situat a Guildford té "molt a compartir en els pròxims mesos". En Sullivan no va oferir més detalls, excepte per dir l'anunci pròxim. El 8 d'abril de 2012, el minorista en línia situat a Sud-àfrica BTGames va llistar el Dead Space 3 i el Need for Speed: Most Wanted 2 per pre-ordre.
El 7 de maig del 2012, EA confirma que les noves entrades de les franquícies tant del Dead Space com del Need for Speed sortirà a la venda al març de 2013. El joc de llavors sense nom i sense anunciar de Need for Speed estava programat per a un llançament del Q3 2012, el que hauria estat en qualsevol moment entre octubre i nadal del 2012. El 25 de maig de 2012, una programació enviada per TwitchTV va revelar que EA estava mostrant el Need for Speed: Most Wanted a l'E3. Mentre que EA havia confirmat prèviament que un nou Need for Speed estava en el camí, aquesta va ser la primera vegada que es va confirmar el seu títol. L'1 de juny de 2012, EA oficialment va confirmar l'existència de la del Need for Speed: Most Wanted desenvolupat per Criterion com a part dels anuncis propagandístics per a l'E3.
El Need for Speed: Most Wanted va ser revelat oficialment per EA durant l'E3 del 2012, amb un tràiler que va mostrar una persecució policial que implicava una cursa de carrer. El tràiler va ser seguit per una demostració en viu del joc a l'escenari pel director creatiu Craig Sullivan. Quan se li va preguntar sobre que Criterion Games només se centrava en Need for Speed, és a dir, sense més continuacions del Burnout. Sullivanva declarar "És més un cas de voler obtenir el Need for Speed de nou sobre els seus peus després de l'any passat,"referint-se al mal rebut Need for Speed: The Run. El productor Matt Webster va declarar que el Most Wanted és "tot el que sabem sobre la conducció de món obert, simplement juntant-ho tot. Tot lo millor sobre Burnout i tot el que es va fer en el Hot Pursuit, ho estem ajuntant."
El 30 de juliol de 2012, es va informar que el Most Wanted s'inclouria alguna forma de funcionalitat amb Kinect de la Xbox 360. El baner de "Better with Kinect" (Millor amb Kinect) va ser vist estampat en la coberta del joc de Xbox 360 durant l'últim tràiler del joc. El 7 de setembre de 2012, va ser confirmat pel productor Matt Webster que el joc seria compatible amb el Kinect amb una sèrie d'ordres de suport orientades a veu que permeten als jugadors a seguir veient la carretera al seu davant. Molts dels comandaments es vincularien amb els menús "Easy drive" del joc.
Al Gamescom de 2012, Sony Computer Entertainment va anunciar el Cross Buy, que ofereix la versió per a Vita del joc gratuïtament pels consumidors que adquireixin una versió de PlayStation 3. Quan se li va preguntar per IGN sobre el Cross Buy per a Most Wanted, un portaveu d'EA va declarar "Ho estem prenent en consideració, però no tenim plans específics per anunciar en aquest moment." El productor Matt Webster va anunciar que la versió de Vita del joc és "exactament el mateix joc [que la versió per a PlayStation 3] a part de la densitat del trànsit i el nombre de jugadors en línia," que el va qualificar com un "assoliment significatiu" en el portàtil.
| «                                             | El joc anterior -- que em va encantar, va ser el primer joc que he jugat en la 360 -- que fa temps, no? Així va ser com els jocs eren, que eren més desconnectats que en línia. Hi va haver més d'un jugador que, per exemple, multijugador. Així que amb aquest joc, com vaig dir, hem tractat d'ajuntar-ho tot. Hem construït primer el mode multijugador; hem de fer el mateix en línia. No volíem fer una seqüela que, perquè no podem fer una seqüela d'algun altre joc; és increïblement difícil. | » |
| — Alex Ward, Vicepresident de Criterion Games | |   |

## Màrqueting i alliberament
A més de l'edició estàndard, una versió d'edició limitada del joc, només estigué disponible a través de pre-comanda en el mateix preu que el joc normal. L'edició limitada té nombrosos extres respecte a l'edició estàndard, incloent "quatre hores de dobles Speed Points, pintura personalitzada, llançaments pre-personalitzats i dos vehicles: el Porsche 911 Carrera S i el Maserati GranTurismo MC Stradale." EA ha col·laborat amb diversos punts de venda en pre-ordre a través d'incentius en diverses cadenes de botigues a tot el món. Cada minorista oferiria una de les tres "pack especial d'edició extra", que consisteix en cotxes multijugador amb modificacions úniques que s'ajusten a diferents estils de joc. En cada "pack especial d'edició extra" el jugador ho reb depenent d'on es preordena el joc. Els "packs especial d'edició extra" que s'oferien eren el Speed Pack, Strike Pack i el Power Pack.

### Tràilers

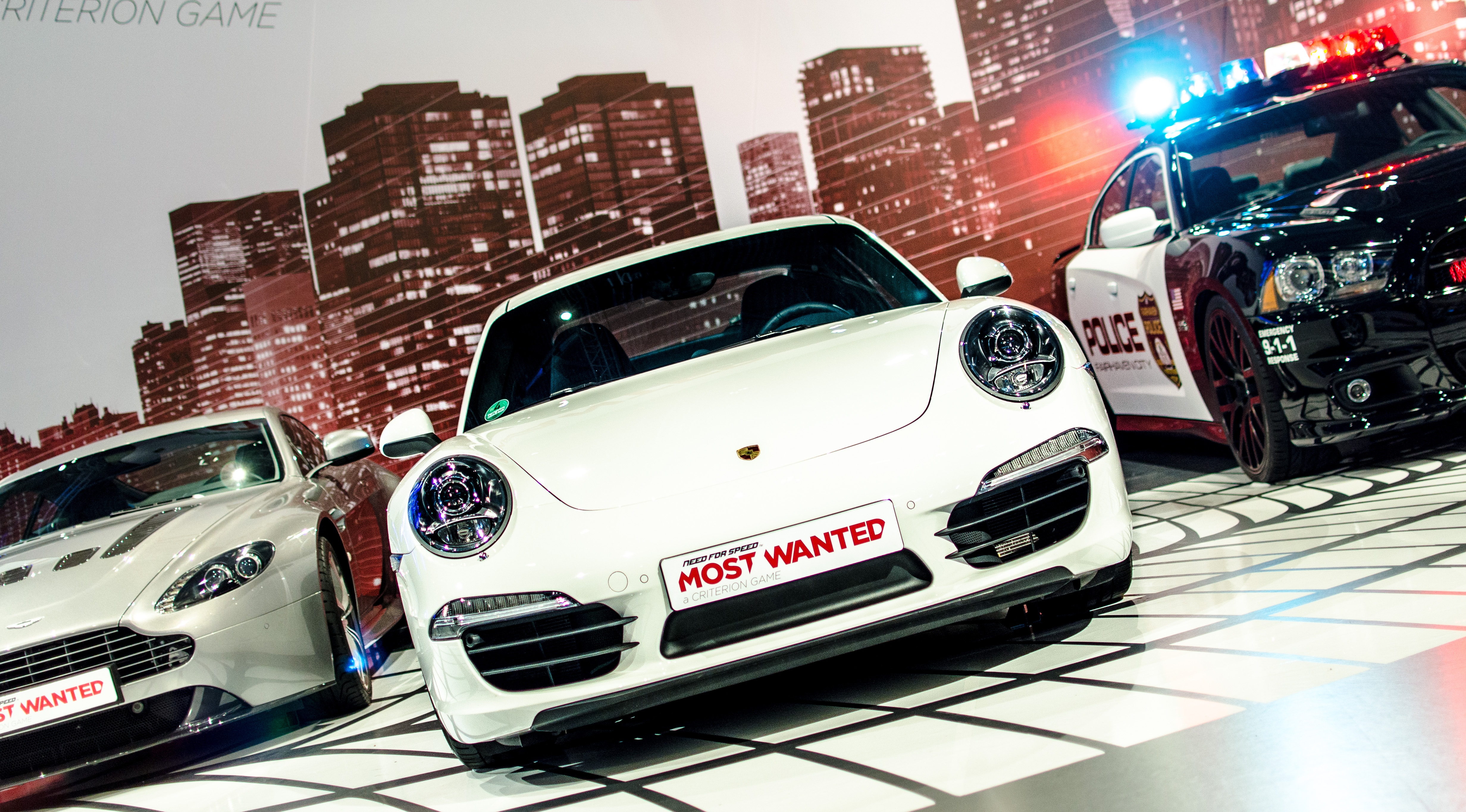
Promoció del joc a la Gamescom 2012

A més del tràiler que es mostra en l'anunci oficial durant l'E3 2012, diversos tràilers de jocs han estat posats en llibertat, cada un revelant nous aspectes del joc. El joc ha estat oficialment llançat a Amèrica del Nord i algunes parts del món. Un episodi de PWND, llançat a l'agost de 2012, va mostrar un nou material d'arxiu no vist de Need for Speed: Most Wanted, i la informació que tracta els modes d'un sol jugador i multijugador del joc, i l'última generació de l'Autolog, l'Autolog 2.0. One trailer revealed some of the new cars from the game. Dos tràilers van revelar l'aspecte multijugador del joc. Un tràiler va mostrar com els jugadors podran conduir qualsevol cotxe que es trobin del món obert del joc. Dos tràilers van mostrar l'aspecte d'un sol jugador del joc. Un tràiler va mostrar la relació entre la policia i els corredors. Una versió ampliada del seu anunci de TV en acció barreja imatges reals amb una mica de jugabilitat. Un tràiler va ser llançat per explicar la integració del Kinect. Un tràiler de llançament també va ser llançat el 26 d'octubre de 2012.

## Recepció

### Pre-llançament
El Most Wanted va ser ben rebut per la crítica en l'E3 2012 i va ser guardonat com a "Best Racing Game" (Millor Joc de Curses) així com una nominació per a "Best Online Multiplayer Game" (Millor Joc Multijugador En línia) per la Game Critics Awards. Els previsualitzadors que tenien accés al Most Wanted també van anomenar el joc com a successor espiritual del Burnout Paradise de Criterion, en lloc de l'original Most Wanted del 2005, citant la mecànica de joc similar.

### Post-llançament
El Most Wanted ha rebut una aclamació molt positiva per part de revisors professionals. El lloc web Metacritic sosté l'opinió mitjana en 85% tant per la versió de Playstation 3 com la d'Xbox 360. Les dues versions van rebre puntuacions similars al GameRankings. En l'edició del 22 d'octubre de 2012 de la revista Edge, la primera puntuació de la crítica es va donar com a 9/10. La crítica va elogiar el maneig agut "perfecte" de curses de Criterion, les característiques socials "essencials" de l'Autolog i el seu mapa del món "fluid i coherent", que diu que combina els estils de l'anterior saga de Burnout i Need for Speed. Aquesta revisió del joc declara que, "Una altra vegada, Criterion se les arregla per destacar i oferir alguna cosa fresca, establint un nou estàndard en els jocs de conducció de món obert amb – dit altre cop – una festa perfecta de qualitat."
IGN va posar el joc com a 9/10, citant-lo "És sens dubte una de les experiències més emocionants de l'any." Eurogamer li va posar un 8/10, i va declarar "El seu sentit del personatge no pot ser tan fort com altres jocs de Criterion - però el sentit de competència que informa, l'alegria del descobriment i el plaer de la conducció normal no s'han atenuat gens ni mica. Això no és absolutament un paradís, però es tracta de molt a prop."
El Playstation Official Magazine UK va posar al Most Wanted un 8/10, i va declarar "Ha aconseguit una experiència de carreres viciosa que emociona molt més del que frustra, i és empès cap endavant amb el mode multijugador significativament, el llistó és tan alt que és difícil imaginar que es pugui millorar." Official Xbox Magazine va puntuar com a 8,5/10, declarar que el "Most Wanted ofereix entreteniment estrident amb escreix, si vostè està lluitant contra els millors de la ciutat de Fairhaven en la campanya o la competència de duel entre xarxes en carreres i competicions serioses. Després d'anys de revistant el parc infantil recurrent de Burnout Paradise, per fi tenim una addicció a les carreres fresc per mantenir enganxats fins al proper videojoc pel camí obert aparentment inevitable de Criterion."
The Guardian va puntuar ek Most Wanted una puntuació perfecta, declarant "Criterion ho ha fet de nou, establint un nou estàndard pels jocs de curses d'estil recreatiu que no serà superat fins que la pròxima generació de consoles que no estarà a la venda fins d'aquí a un temps. En realitat, deixa una sensació una mica de pena pel Forza Horizon, que és un molt bon joc, i infinitament superior als seus predecessors. Però el Need For Speed: Most Wanted és, per qualsevol criteri que vostè pot veure en condicions, un gran joc."
Joystiq va puntuar-lo com a 4/5, declarant que el "Need for Speed: Most Wanted és el següent joc Burnout que els fans clamen per tenir –no es pot dir així a la caixa, però sembla un Burnout. El tacte dels cotxes, la física i la barreja eclèctica dels modes multijugador són sense cap dubte qualitats de Criterion, les coses que els agrada als vells fans i les propietats que converteixen nous fans amb cada treball de l'estudi."
El joc va ser criticat per alguns aspectes negatius, com el mode d'un sol jugador. GamesRadar, que va puntuar en 8/10, va declarar "Si no és gran en multijugador, hi ha poques raons per recollir sobre el Most Wanted, ja que, és un títol còpia de Burnout Paradise. Si vostè està disposat a invertir un parell d'hores per aprendre les peculiaritats del joc, però, i estan en absolut interessats en les carreres contra els teus amics en línia, això de sobte es converteix en un dels recreatius de curses més recomanables al llarg dels últims anys." Destructoid, que va puntuar el joc en 8,5/10, va declarar que "Hi ha algunes defectes en el mode un sol jugador i la manca de poliment aquí i allà, però el mode multijugador ofereix de manera gran que tot això poc importa. El Need for Speed Most Wanted és tan gran, boig, món obert amb objectes destructibles que molta gent ha estat demanant."
La PlayStation Vita va ser elogiat pel prop que està de les versions de consola. GamesRadar va declarar que "Most Wanted en la PS Vita utilitza la mateixa línia d'entorns i elements de ciutat que en les versions de consoles. Òbviament hi ha d'haver algunes concessions gràfiques perquè el joc funcioni en el Vita."

## Cotxes
| - Alfa Romeo 4C Concept (Most Wanted Núm. 10) - Ariel Atom 500 - Aston Martin V12 Vantage - Audi A1 Clubsport Quattro - Audi R8 GT Spyder - BAC Mono - Bentley Continental Supersports Convertible ISR - BMW M3 E92 Coupe - Bugatti Veyron 16.4 Super Sport (Most Wanted Núm. 3) - Caterham Superlight R500 - Chevrolet Camaro ZL1 - Chevrolet Corvette ZR1 - Dodge Challenger SRT-8 3922011 - Dodge Charger SRT82011 - Ford F-150 SVT Raptor - Ford Focus RS500 - Ford Focus ST - Ford GT - Ford Mustang Boss 3022012 - Hummer H1 Alpha - Jaguar XKR - Koenigsegg Agera R (Most Wanted Núm. 1) - Lamborghini Aventador LP 700-4 (Most Wanted Núm. 4) | - Lamborghini Countach 5000 quattrovalvole - Lamboghini Gallardo LP 570-4 Spyder Performante - Lancia Delta HF Integrale Evoluzione 2 - Land-Rover Range Rover Evoque - Lexus LFA (Most Wanted Núm. 7) - Marussia B2 - Maserati GranTurismo MC Stradale - McLaren MP4-12C (Most Wanted Núm. 6) - Mercedes-Benz SL65 AMG Black Series (Most Wanted Núm. 8) - Mercedes-Benz SLS AMG - Mitsubishi Lancer Evolution X - Nissan GT-R (R35) Egoist - Pagani Huayra (Most Wanted Núm. 2) - Porsche 911 (991) Carrera S - Porsche 911 Turbo 3.0 (930)1982 - Porsche Panamera Turbo - Porsche 918 Spyder Concept Study (Most Wanted Núm. 5) - Shelby Cobra 427 (Most Wanted Núm. 9) - SRT Viper GTS - Subaru Impreza Cosworth STI CS400 - Tesla Roadster Sport |

## Banda sonora
| - The Who - Baba O'Riley (Alan Wilkis Remix) - The Who - Won't Get Fooled Again (Cato Remix) - Calvin Harris - We'll Be Coming Back (KillSonik Remix) - Dizzee Rascal - Bonkers - Madeon feat. Zak Waters - The City - Muse - Butterflies and Hurricanes - Skillrex - Breakin a Sweat - Skillrex - Breakin a Sweat (Zedd Remix) - Nero - Won't You (Be There) - Rudimental feat. John Newman - Feel The Love - Silent Code - Night Train - Silent Code - Spell Bound - Silent Code - East Star - The Maccabees - Unknow - The Joy Formidable - Little Blimp - Foreign Beggars feat. Noisia - Contact - Flux Pavilion feat. Sway - Double Edge - The Chemical Brothers - Galvanize - Riverboat Gamblers - Blue Ghosts - Green Day - Stop When The Red Lights Flash - Icona Pop - I Love It - Ambassadors - Unconsolable | - Dispatch - Circles Around The Sun - We Are The Ocean - The Road (Run For Miles) - DJ Fresh feat. Dizzee Rascal - The Power - RuN RIOT - A Light Goes Off (RuN RIOT Mix) - Heaven's Basement - I Am Electric - Deadmau5 feat. Wolfgang Gartner - Channel 42 - Above & Beyond - Anjunabeach - The Vaccines - Bad Mood - C&D Project - The Chase - Poliça - Violent Games - Bassnectar - Empathy - Crosses - Telepathy - Beware of Darkness - Howl - Lower than Atlantis - Love Someone Else - Strange Talk - Cast Away - Last Dinosaurs - Zoom - Asherel - Shake The Dust - Band of Skulls - You're Not Pretty But... - Dead Sara - Weatherman - Popeska - Now or Never - Mutemath – Allies |